# Libnotes loveridgei
Libnotes loveridgei là một loài ruồi trong họ Limoniidae. Chúng phân bố ở vùng nhiệt đới châu Phi.